# Pau Rossell
Pau Rossell (? – 1492) fou un orguener i sacerdot dominic. Les seves obres, que foren molt admirades pels seus contemporanis, s'emmarquen dins l'estil de l’orgue gòtic català. Entre 1479 i 1492, etapa en què es conserven registres documentats, construí instruments com el del Convent dels Franciscans Menors de Sant Antoni de Barcelona i en començà un a la Seu de Girona, caracteritzats per la seva grandària i complexitat.